# Ривас, Алиса
Алиса Ривас (настоящая фамилия — Голай) (фр. Alice Rivaz; 14 августа 1901, Роврей, округ Жюра-Нор-Водуа, кантон Во, Швейцария — 27 февраля 1998, Жанто) — швейцарская писательница, журналистка, феминистка.

## Биография

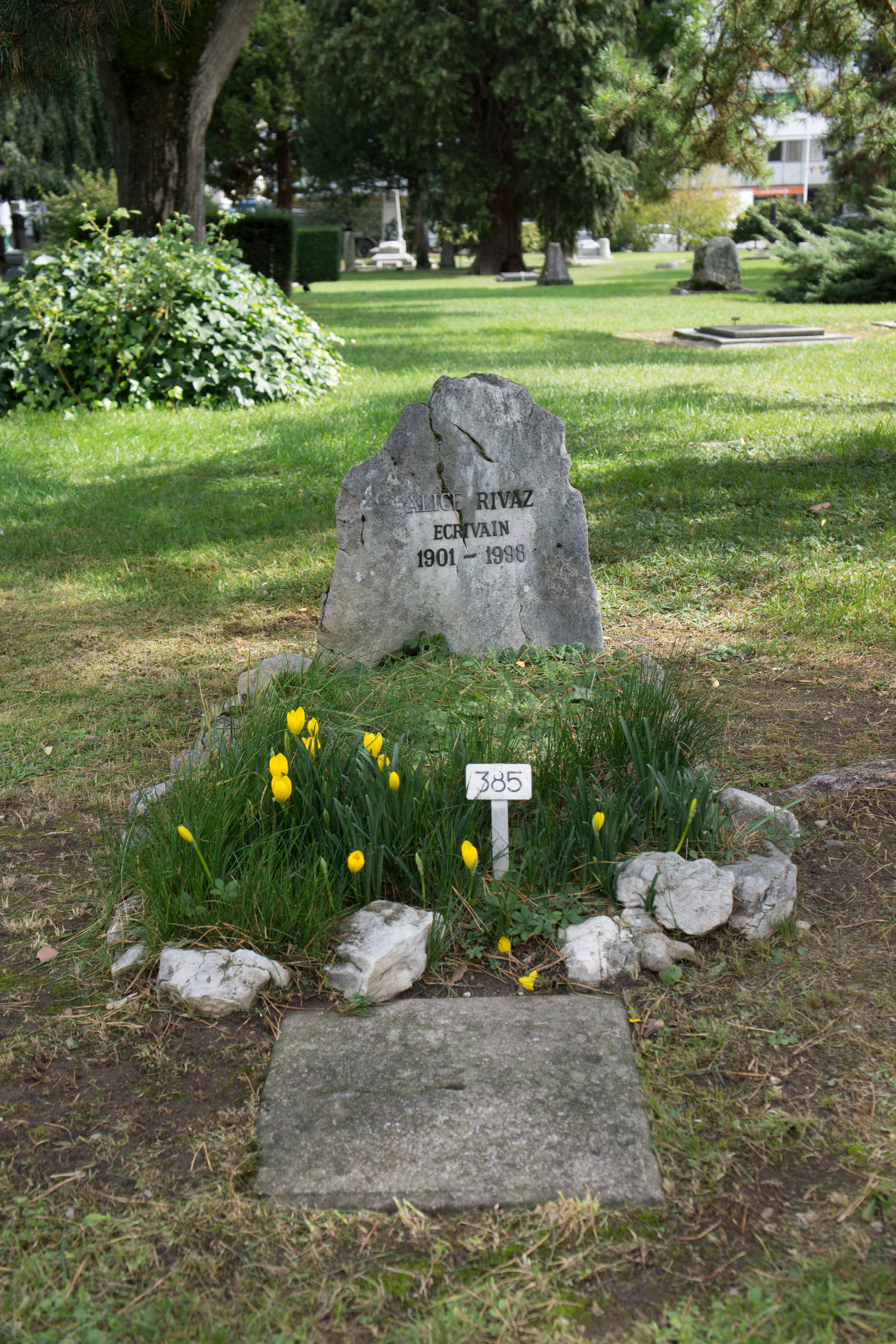
Могила Алисы Ривас

Родилась в кальвинистской семье учителя, члена Социал-демократической партии Швейцарии и диакониссы. С ранних лет была знакома с социальными идеями, увлекалась музыкой и литературой. Была членом движения социалистической молодёжи Лозанны (1916—1918).
Приняла решение добровольно отказаться от брака, в 1921 году получила диплом школы машинисток, окончила курсы немецкого языка. Затем работала журналисткой. Переехала в Женеву и много лет работала в качестве служащей Международного бюро труда (1925—1940, 1946—1959). Работа в МОТ оставляла мало времени для занятий литературным творчеством.
После начала Второй мировой войны, когда деятельность МОТ была приостановлена, Алиса смогла полностью посвятить себя литературе. Была журналистом еженедельного журнала Servir, писала прозу. С 1959 г. — на литературной работе.
Первый её роман «Nuages dans la main», появился в 1940 году благодаря рекомендации Шарля Фердинанда Рамю. За ним последовали сборники рассказов «La Paix des ruches» (1947), «Sans alcool» (1961); «De mémoire et d’oubli» (1973), романы «Le creux de la vague», (1967); «Jette ton pain» (1979), автобиографические книги «L’alphabet du matin» (1969); «Ce nom qui n’est pas le mien» (1980), ряд эссе.
Многие книги Алиса Ривас переведены на немецкий и итальянский языки.
В своих произведениях отражала проблемы и место женщин в обществе, проблемы меньшинств. Ныне она предстаёт как современная женщина, которая осмелилась публично осудить социальную несправедливость и в то же время указать на пути решения проблем, связанных с гомофобией и антисемитизмом в обществе.
Похоронена на кладбище Королей в Женеве.
Рукописи работ Алиса Ривас хранятся ныне в Швейцарском литературном архиве в Берне и Кантональной и университетской библиотеке в Лозанне.

## Награды
- В 1942 и 1969 годах получила литературную премию Шиллера.
- Женевская писательская премия (1967) за книгу «Le Creux de la Vague»
- Первая женщина, награждённая Гран-при по литературе города Женева (1975).
- Гран-при по литературе им. Ш. Ф. Рамю (Grand Prix C. F. Ramuz, 1980).

## Память
- В 2015 году учреждена литературная премия Алисы Риваз, которая присуждается раз в три года.